# Armorial des familles basques (Ca - Ce)
Cet article décrit l'armorial des familles basques par ordre alphabétique et concerne les familles dont les noms commencent par les lettres « Ca » successivement jusqu’à « Ce ».

## Blasonnements

### Ca
Famille Cabañas (Navarre):
| Blason | Blasonnement : De gueules au château d'or. Commentaires : Maison noble près de Torralba del Rio, au nord de Viana. |

Famille Cabarrus (Navarre):
| Blason | Blasonnement : De gueules au chevron d'or accompagné en chef de deux étoiles d'argent, et en pointe d'un médaillon représentant une foi avec la légende "Fides Publica". le médaillon surmonté d'une ancre d'argent. Commentaires : Famille originaire de Navarre, illustrée par Teresia Cabarrus (Madame Tallien), surnommée Notre Dame de Thermidor. Établie à Capbreton en 1602, celle famille fut anoblie en avril 1789. |

Famille Cadena (Navarre):
| Blason | Blasonnement : Parti, au 1 d'or à cinq fasces de sinople; au 2 d'azur à cinq fleurs de lys d'argent posées en sautoir. À la bordure générale de gueules à cinq flanchis d'or. Commentaires : Maison sise à Pitillas, au sud d'Olite. |

Famille Caicuegui (Fontarrabie):
| Blason | Blasonnement : De sinople, à cinq seaux de traite d’or, versés, posés l’un sur l’autre. Commentaires : Maison noble de Fontarrabie. |

Famille Cain (vallée de Salazar):
| Blason | Blasonnement : D'argent à une fasce d'azur accompagnée de trois loups passants de sable, 2 et 1. Commentaires : Palacio à Ochagavia, au nord de la vallée de Salazar. |

Famille Calahorra (vallée de Salazar):
| Blason | Blasonnement : Écartelé, aux 1 et 4 de gueules à une croix pommetée d'or; aux 2 et 3 d'azur à une étoile d'or. Commentaires : Palacio à Ochagavia. Lignage issu de celui de Zapata. Garcia de Zapata se fixa en 1214 à Calahorra, en Rioja, et prit le nom de la ville que portèrent ses descendants qui fondèrent une maison noble de ce nom près d'Ochagavia. |

Famille Calchetas (Navarre):
| Blason | Blasonnement : Écartelé, aux 1 et 4 d'argent au lion d'azur; aux 2 et 3 d'azur au lys d'argent. Commentaires : Maison du lieu de Calchetas, aujourd'hui disparue, près de Tudela. |

Famille Calha (Basse-Navarre):
| Blason | Blasonnement : Écartelé, aux 1 et 4 d'azur au rocher d'or tacheté de sinople, sommé de deux palombes d'argent; aux 2 et 3 de gueules à la croix d'argent; un écusson de gueules à trois chevrons de sinople perfilés d'or, brochant sur la partition des quartiers 1 et 2. Commentaires : Maison noble de Saint-Jean-Pied-de-Port. |

Famille Cambra (Navarre):
| Blason | Blasonnement : Écartelé, au 1 d'azur au château d'or et deux lions du même affrontés et appuyés contre les murs; au 2 aussi d'azur au guerrier armé d'argent, sur un cheval du même; au 3 aussi d'azur à la bande d'or chargée d'une cotice de gueules; au 4 d'argent à l'arbre de sinople. Commentaires : Ancien lignage navarrais établi à Galbarra, dans la vallée de Lana, au nord-ouest d'Estella, des 1275. Cette famille utilisa également les armes de la vallée de Lana. |

Famille Camio (Irun):
| Blason | Blasonnement : Parti, au 1 d'argent à l'arbre de sinople, un loup passant de sable brochant au pied du tronc, accompagné aux cantons dextre du chef et senestre de la pointe d'une feuille de peuplier de gueules, aux cantons senestre du chef et dextre de la pointe d'une étoile d'azur; au 2 d'or à deux fasces d'azur. Commentaires : Maison noble à Aya, au sud de Zarautz, en Guipuscoa. Une branche s'établit à Irun. Preuves de noblesse à Mutriku en 1672, Tolosa en 1747 et Asteasu en 17S7. |

Famille Camon (Navarre):
| Blason | Blasonnement : Écartelé, au 1 de Navarre; au 2 d'argent au lion d'or; au 3 d'argent aussi à trois fasces ondées de gueules; au 4 d'argent encore à deux loups rangés en pal, le 1er derrière et le 2è brochant le fût d’un arbre de sinople. Commentaires : Maison de Garinoain, au nord de Tafalla dont les armes sont sculptées sur la façade. |

Famille Camou (Pays de Mixe):
| Blason | Blasonnement : D'azur au loup passant d'or, armé et lampassé de gueules; à la bordure d'argent chargée de huit flanchis de gueules. Alias: à la bordure cousue de gueules plain. Alias: le loup ravissant et à la bordure cousue de gueules chargée de huit flanchis d'or. Commentaires : La filiation des seigneurs de Camou est établie depuis Tristan, seigneur de Camou, écuyer tranchant de l'infant don Carlos, prince de Viana en 1440-1444, bailli de Mixe de 1450 à 1452, maître d'hôtel de l'infante Léonor, comtesse de Foix en 1456. |

Famille Campion (Labourd):
| Blason | Blasonnement : D'or au lion rampant d'azur, accompagné en chef d'un lambel de gueules. |

Famille Campo (vallée du Roncal):
| Blason | Blasonnement : D'argent au chevron de gueules accompagné de trois trèfles de sinople. Commentaires : Maison noble A Roncal (Erronkari). |

Famille Canales (vallée du Roncal):
| Blason | Blasonnement : D'argent à trois fasces ondées d'azur. |

Famille Cano (Fontarrabie):
| Blason | Blasonnement : Écartelé, aux 1 et 4 d'or à la croix vuidée et pommelée de gueules; aux 2 et 3 d'argent au globe terrestre cerclé et croisetté d'or sur une onde d'azur et d'argent, et une bordure d'azur chargée en lettres d'or de la formule "Solus circundedistime"; Alias: enté en pointe de l'écartelé d'or a l'arbousier de sinople fruité d'or, accompagné d'un ours de sable appuyé contre le tronc. A la bordure générale de gueules à huit flanchis d'or. Commentaires : Famille de Fontarrabie dont l'un des membres fut délégué de la ville à la Junte de Getaria en 1397. |

Famille Capaguindegui (Guipuscoa):
| Blason | Blasonnement : D'argent à une fasce d'azur accompagnée de quatre loups de sable, 2 et 2. Commentaires : Maison noble à Amezketa, près de Tolosa. |

Famille Caparroso (Navarre):
| Blason | Blasonnement : Coupé, au 1 parti a) de gueules à trois fasces d'argent; b) d'argent à une croix d'azur cantonnée de quatre croisettes du même, et une bordure componée de huit pièces, quatre de gueules au flanchis d'or, et quatre d'argent au loup passant de sable; au 2 d'or à la boucle d'azur composée d'un arceau et d'une trangle incurvée en son centre; a la bordure coupée, à dextre de gueules chargée de quatre flanchis d'or, et à senestre d'argent à quatre loups passants de sable,. Commentaires : Une maison noble existait en cette ville dont elle prit le nom. Différences entre dessin et blasonnement : La figure ci-contre montre le 2 d'argent et non d'or. |

Famille Capdeville (Saint-Palais):
| Blason | Blasonnement : Commentaires : Seigneurs de Sainte Marie (de Larceveau) et de Suhast. Les Capdeville, de Saint-Palais, étaient aussi seigneurs de Suhast et furent admis pour ce fief aux États de Navarre le 25 juillet 1669. |

Famille Capdeville (Basse-Navarre):
| Blason | Blasonnement : D'azur à trois roses d'argent, 2 et 1; Alias: écartelé d'or à trois corneilles de sable, becquées et onglées de gueules 2 et 1. Commentaires : Seigneurs de Suhescun, près d'Iholdy, en 1731. Admis pour cette salle aux États de Navarre le 4 mars 1731. |

Famille Capdeville (Navarre):
| Blason | Blasonnement : D'or au château à deux tours de... surmontée chacune d'un drapeau chargé d'une demi-lune, accompagné en chef d'une tête armée d'un morion (casque). Commentaires : Famille originaire de Béarn possédant la maison noble de Méritein, et dont une branche s'établit à Tudela. Preuves de noblesse en 1729. |

Famille Cardel (Bortziriak):
| Blason | Blasonnement : D'or à l'aigle défaillant de sable. Commentaires : Famille de Lesaka. |

Famille Cardenas (Biscaye):
| Blason | Blasonnement : D'or à deux loups passants de sable et posés en pal. Commentaires : Lignage issu des Seigneurs de Biscaye par Sanche Lopez de Haro, petit-fils de Lope Diaz de Haro, comte de Biscaye. |

Famille Careaga (Fontarrabie):
| Blason | Blasonnement : D'argent à la bande de gueules (armes primitives). Commentaires : Maison noble à Ximein, près de Markina. Les descendants de cette maison essaimèrent à Basauri et Arrigorriaga, on Biscaye, Fontarrabie, Lezo et Pasajes (Pasaia), en Guipuscoa. |

Famille Caritat (Navarre):
| Blason | Blasonnement : De gueules au griffon d'or, les ailes, les oreilles et la queue d azur. Commentaires : Famille de bourgeois de Pampelune. Le sceau de Pedro caritat, bailli de Tudela, en 1351, portait un griffon. |

Famille Caro (Basse-Navarre - Pays de Cize):
| Blason | Blasonnement : D'or à deux sangliers de sable passants l'un sur l'autre; au chef d'argent chargé de deux loups passants de sable, l'un sur l'autre,. Commentaires : Le seigneur de çaro avait entrée aux Etats de Navarre et les personnages de ce nom sont mentionnés comme nobles dans les actes antérieurs à 1670. Borthomieu de Çaro est mentionné en 1496 dans une revue à bayonne. |

Famille Caro (Biscaye):
| Blason | Blasonnement : D'or au senestrochère de sable orné d'une épée d'argent. Commentaires : Ancien lignage originaire de Bilbao qui essaima dans les Encartaciones (à l'ouest de la Biscaye) et dans la vallée de Toranzo (près de Santander). Des membres de celle famille assistèrent à la bataille de Las Navas de Tolosa en 1212. |

Famille Caro (Soule):
| Blason | Blasonnement : Parti, au 1 de... à l'épée de... posée en pal, la garde en haut; au 2 coupé au 1 de... au croissant de... surmonté d'une étoile; au 2 de... à deux fasces de... On trouve également: de... au loup de sable, à l'orle de sept abeilles. Commentaires : Maison à Alçay. |

Famille Carra (Biscaye):
| Blason | Blasonnement : Coupé, au 1 d'or à une croix pommetée de gueules; au 2 de gueules à deux rangs de chaînes d'or posées en orle (armes de la branche de Biscaye). Commentaires : Famille de Biscaye qui s'établit dans le royaume de Valence et en France. Les Carra, du royaume de Valence portent: de sinople à une faucille d'or. Les Carra, de France, portent d'azur au chevron d'argent accompagné de trois losanges du même, celui de la pointe soutenu d'un croissant aussi d'argent. |

Famille Carrabal (Navarre):
| Blason | Blasonnement : D'argent à cinq ailes de sable posées en sautoir. Commentaires : Famille d'origine française, dont une branche s'est établie en Navarre. |

Famille Carrebe d'Abense (Soule):
| Blason | Blasonnement : D'or à la bande de gueules accostée de deux glands, tigés et feuillés de sinople. |

Famille Carresse (Guipuscoa):
| Blason | Blasonnement : D'argent à trois aigles de sable, becquées et membrées de gueules. Commentaires : Famille originaire du lieu de ce nom, en Béarn, entre Bidache et Salies-de-Béarn, établie à Tolosa, en Guipuscoa. |

Famille Carricaburu (Soule):
| Blason | Blasonnement : D'argent au mortier de sable. Commentaires : Famille de Domezain, établie en Labourd, Navarre et en vallée de Baztan. |

Famille Carricart (Soule):
| Blason | Blasonnement : D'argent au lion rampant de gueules. Commentaires : Famille de Musculdy. |

Famille Carril (Donostia):
| Blason | Blasonnement : De sinople à cinq monts d'or posés en sautoir. |

Famille Carrillo (Navarre):
| Blason | Blasonnement : De gueules au château d'or. Alias: d'azur au château d'or; à la bordure de sable chargée de huit flanchis d'or. Commentaires : Famille d'origine castillane établie à Viana. |

Famille Carriquiri (Labourd):
| Blason | Blasonnement : De gueules à deux tables d'or posées en pal. Commentaires : Famille de Guéthary. |

Famille Carvalho (Francisco) (Bayonne):
| Blason | Blasonnement : D'argent au chêne arraché de sable, feuillé de sinople et fruité de gueules. Commentaires : Francisco Carvaille (Carvalho), marchand portugais, reçut d'office à l'Armoriai Général de 1696 ces armes. |

Famille Carvalho (Isaac) (Bayonne):
| Blason | Blasonnement : D'argent à sept tulipes de gueules, tigées effeuillées de sinople, les tiges entrelacées et les fleurs disposées 3 en chef, 2 en flancs et 2 en pointe. Commentaires : Isaac Carvaillo (Carvalho), marchand portugais, reçut également d'office ces armes. |

Famille Casamajor (Soule):
| Blason | Blasonnement : Écartelé, aux 1 et 4 de gueules au lévrier rampant d'argent accolé du même; aux 2 et 3 d'azur à une tour d'argent maçonnée, ouverte et percée de sable,. Commentaires : La famille de Casamajor est originaire de Rivehaute, près de Navarrenx, en Béarn, où se trouvait la maison de son nom. Anoblie en 1583, elle s'est divisée au début du XVIIe siècle en trois branches principales connues sous les noms de Gestas, Charritte et Jasses. |

Famille Casanova (vallée d'Arce):
| Blason | Blasonnement : D'or à la croix potencée d'azur (armes primitives de la famille en Béarn). Commentaires : Maison noble à Asnoz, en vallée d'Arce. La famille Casanova est originaire du Béarn et une branche s'établit au Chili. La maison d'Asnoz portait: d'argent à la chaîne d'azur engoulée de têtes de serpents de sinople, accompagnée en chef de trois fleurs de lys d'azur 2 et 1, et en pointe d'une croisette potencée du même. Les Casanova, du Chili, portent de même. |

Famille Casanueva (Fontarrabie):
| Blason | Blasonnement : D'or à une maison forte au naturel. |

Famille Cascante (Navarre):
| Blason | Blasonnement : D'or à l'aigle de sable. Commentaires : Une maison noble existait à Cascante, dont elle prit le nom. |

Famille Caseda (Navarre):
| Blason | Blasonnement : Parti, au 1 de gueules à l'armet (casque) d'argent; au 2 d'or à deux lions rampants, l'un d'azur, l'autre de gueules. Commentaires : Une maison noble existait à Caseda, dont elle prit le nom, et une autre du même nom à Sangüesa. |

Famille Casadevant (Baïgorry - Fontarrabie):
| Blason | Blasonnement : D'azur à trois lions rampants d'or, couronnés du même, et posés en pal (armes de la famille de Fontarrabie),. Commentaires : Jean Casedevant, bourgeois de Saint-Jean-Pied-de-Port acquit par contrat du 18 juillet 1728 de Jeanne d'Echauz, la salle d'Iriberri (ou Châteauneuf) et fut admis aux États de Navarre le 20 juillet suivant. |

Famille Casenave (de) (Soule):
| Blason | Blasonnement : D'or à une tour de gueules accompagnée en chef de trois étoiles d'azur, et en pointe d'un croissant du même. Commentaires : Famille de Menditte. Jehannette de Casenave, héritière de sa maison, épousa en 1468 Ramonet de Bertereche. Ramonet, seigneur de Casenave, de Menditte, assista à la promulgation de la coutume de Soule en 1520. |

Famille Castanaren (vallée d'Ossès):
| Blason | Blasonnement : D'argent à la croix de gueules, cantonnée de quatre loups passants de sable. |

Famille Castaneda (Fontarrabie):
| Blason | Blasonnement : De gueules à trois bandes d'argent chargées de sept mouchetures d'hermines de sable, 3 dans celle du centre et deux dans chacune des deux autres. Alias: quatre bandes chargées chacune de trois mouchetures d'hermines. Commentaires : Famille originaire de la vallée de Castaneda (Santander) établie en Guipuzcoa, habitants de Fontarabie en 1709, de Tolosa en 1728. |

Famille Castejon (Navarre):
| Blason | Blasonnement : Écartelé, aux 1 et 4 de gueules au château d'or, ouvert du champ; aux 2 et 3 d'argent à trois fasces de sable. Commentaires : Ces armes sont celles des anciens seigneurs de Castejon. Guillermo Pérez de Castejon est le premier seigneur connu de ce lieu, en 1214. |

Famille Castetnau (Bayonne):
| Blason | Blasonnement : De gueules au château ouvert et donjonné de trois tours d'or, maçonné de sable; (écartelé d'argent au lion de gueules ?),. Commentaires : Famille bourgeoise connue à Bayonne depuis le début du XVIe siècle. En 1510, Antoine de Castetnau est mentionné dans les Registres Gascons de la ville de Bayonne, comme bourgeois, notable, capitaine d'un quartier de la milice urbaine et négociant en vins et lésines. |

Famille Castra (de) (Bayonne):
| Blason | Blasonnement : De gueules au chevron d'or, accompagné de trois croisettes pattées d'argent 2 et 1: au chef cousu d'azur chargé de trois étoiles d'or. Commentaires : Jean de Castra, avocat en parlement et juge royal en la Monnaie de Bayonne, fil enregistrer ses armes à l'Armoriai Général de 1696. |

Famille Caupenne d'Amou (de) (Labourd):
| Blason | Blasonnement : Écartelé, au 1 d'azur à trois panaches d'argent 2 et 1; au 2 d'or à deux vaches passantes de gueules posées l'une sur l'autre, accornées, accolées et clarinées d'argent; au 3 d'azur à trois larmes d'argent 2 et 1; au 4 de gueules à deux clefs d'argent rangées en pal. Commentaires : Jean de Caupenne d'Amou, chevalier, seigneur de Saint-Pée, et Léonard de Caupenne d'Amou, marquis d'Amou, lieutenant du roi en Guyenne, firent enregistrer leurs armes à l'Armoriai Général de 1696. |

Famille Cavaleta (vallée du Baztan):
| Blason | Blasonnement : D'or à quatre écussons de gueules chargés chacun de quatre croisettes cantonnées d'argent et de trois feuilles de peuplier de sinople, 2 en flancs et 1 en pointe. Commentaires : Maison à Lecaroz, près d'Elizondo. |

### Ce
Famille Ceceaga (Fontarrabie):
| Blason | Blasonnement : De sinople au corcesca d'or; à la bordure de gueules. |

Famille Cegama (Guipuscoa):
| Blason | Blasonnement : Parti, au 1 d'argent au pin (alias: frêne) de sinople accompagné d'un loup passant de sable, la bouche ensanglantée de gueules, brochant au pied du tronc; au 2 d'azur à trois bandes d'argent chargées de quatorze mouchetures d'hermines de sable, six dans la bande centrale, et quatre dans chacune des deux autres, accompagnées de cinq feuilles de peuplier d'or entre les bandes, trois entre la première et seconde bande, et deux entre la seconde et la troisième. (La seconde partition est de Guevara). Commentaires : Les seigneurs de Cegama, avaient leur maison d'armes en cette cité, au sud du Guipuzcoa, à la frontière de l'Alava. |

Famille Celaya (Fontarrabie):
| Blason | Blasonnement : D'azur à deux fleurs de lys d'or posées en pal. Commentaires : Maisons nobles à Oñate, Léniz, Cestona, Ezquioga et Vidania. Martin de Celaya habitait Oñate en 1388. |

Famille Cemborain (Navarre):
| Blason | Blasonnement : D'argent à trois fasces de gueules. Commentaires : Maison noble au lieu de Cemborain, au sud-est de Pampelune, dont elle prit le nom, vallée de Unciti. |

Famille Cenoz (Navarre):
| Blason | Blasonnement : De sinople au cygne passant d'argent sur une onde d'argent et d'azur. A la bordure d'or chargée de huit étoiles de gueules. Commentaires : Maison noble du lieu de Cenoz dont elle prit le nom. |

Famille Cerain (Guipuscoa):
| Blason | Blasonnement : D'argent à l'arbre de sinople, au loup passant de sable brochant au pied du tronc, avec la légende "Ave Maria Gratia Plena" en lettres de sable, autour de l'arbre,. Commentaires : Maison noble à Cerain, dont elle prit le nom, près d'Azpeitia, alliée aux Gramont. Des membres de cette maison essaimèrent à Eibar, en Guipuzcoa, ainsi qu'en Biscaye et Alava. |

Famille Cerdan (Navarre):
| Blason | Blasonnement : Écartelé, aux 1 et 4 de gueules au sautoir d'or; aux 2 et 3 d'argent au loup passant de sable, lampassé de gueules. Commentaires : Lignage d'origine aragonais, établi à Tudela où il édifia un palacio (palais). |